# بوریس ترشچوک
بوریس ترشچوک (اوکراینی: Борис Павлович Терещук؛ زادهٔ ۱۸ مارس ۱۹۴۵) بازیکن والیبال اوکراینی‌تبار اهل شوروی است.